# Свохово (Західнопоморське воєводство)
Свохово (пол. Swochowo) — село в Польщі, у гміні Белиці Пижицького повіту Західнопоморського воєводства.
Населення — 324 особи (2011).
У 1975-1998 роках село належало до Щецинського воєводства.

## Демографія
Демографічна структура станом на 31 березня 2011 року:
|          | Загалом | Допрацездатний вік | Працездатний вік | Постпрацездатний вік |
| -------- | ------- | ------------------ | ---------------- | -------------------- |
| Чоловіки | 160     | 36                 | 112              | 12                   |
| Жінки    | 164     | 44                 | 89               | 31                   |
| Разом    | 324     | 80                 | 201              | 43                   |